# Algimantas Baltakis
Algimantas Baltakis (* 15. Februar 1930 in Leliūnai, Amt Debeikiai, Bezirk Utena; † 13. März 2022 in Vilnius) war ein litauischer Dichter, Literaturkritiker, Redakteur und Übersetzer.

## Leben
Nach dem Abitur am 4. Gymnasium in Kaunas absolvierte er 1954 das Studium der Lituanistik an der Universität Vilnius.
Von 1952 bis 1956 arbeitete Baltakis für die Zeitschrift „Tarybinė moteris“ als Leiter der Literaturabteilung, danach bis 1990 mit einer zweijährigen Unterbrechung in der Redaktion des Literaturmagazins „Pergalė“. Ab 1990 war er in der Redaktion des Literatur- und Kulturmagazins „Metai“ tätig.
Er starb am 13. März 2022 in der litauischen Hauptstadt Vilnius.

## Werke
Baltakis’ erste Werke erschienen 1952. Seine frühen Gedichte zeichnen sich durch ihren in der Volkslieddichtung gründenden Lyrismus ebenso aus wie durch ihre sowjetisch-ideologische Färbung. In seinen späteren Werken finden sich vor allem Gedichte, die im Umgangston Themen aus dem Alltagsleben beschreiben. In der Sammlung „Strazdiškio elegijos“ („Elegien aus Strazdiškis“) werden seine ersten Kindheitseindrücke, Umgebung und Bewohner seines Heimatdorfes thematisiert. Die Gedichte in „Vienuolynas“ („Kloster“) beschäftigen sich vor allem mit der Wendezeit, in der Litauen seine Unabhängigkeit wiedererlangte. Viele seiner Gedichte sind vertont worden.
Von Baltakis sind außerdem verschiedene literaturkritische Bücher erschienen sowie Übersetzungen der Gedichte von Blok, Roschdestwenski, Jewtuschenko, Vācietis und anderen. Viele seiner Gedichtsammlungen erschienen auch auf Lettisch und Russisch.

### Gedichtsammlungen
- Lietučiui dulkiant (Wenn leichter Regen fällt), 1955
- Velnio tiltas (Die Teufelsbrücke), 1957
- Keturios stygos (Vier Saiten), 1959
- Mažosios poemos (Kleine Poeme), 1963
- Požeminės upės (Unterirdische Flüsse), 1967
- Keliaujantis kalnas (Der wandernde Berg), 1967
- Akimirkos (Augenblicke), 1970
- Stebuklinga žolė (Wunderkraut), 1971
- Vabaliukų balius (Der Käferball), 1972
- Duona ir debesys (Brot und Wolken), 1973
- Dedikacijos (Dedikationen), 1975 m.
- Priemiesčio berniokas (Vorstadtjüngling), 1976
- Upės ir tiltai (Flüsse und Brücken), 1976 m.
- Strazdiškio elegijos (Elegien aus Strazdiškis), 1979
- Maratonas (Marathon), 1980
- Mudviejų vakaras (Unser beider Abend, Liebesgedichte), 1986
- Kas kur gyvena (Wer wo lebt), 1989
- Atodūsis (Atem), 1993
- Apvirtę Grižulo ratai (Der große Wagen ist umgefallen), 1994
- Vienuolynas (Kloster), Lietuvos rašytojų sąjungos leidykla, 1998, ISBN 9986-39-045-1
- Žvirblių žiemavietė (Das Winterquartier der Spatzen), Lietuvos rašytojų sąjungos leidykla, 2005, ISBN 9986-39-367-1
- Pusryčiai dviese (Frühstück zu zweit, Liebesgedichte), 2005

### Weitere Werke
- Poetų cechas (Die Dichterzunft), Bemerkungen über die gegenwärtige litauische Poesie, 1975
- Brolių valanda (Die Stunde der sozialistischen Bruderländer), ausgewählte Übersetzungen, 1986 m.
- Nepaklusnus šunytis (Das ungehörige Hündchen), Bemerkungen über zeitgenössische Gedichte, 1989
- Gimiau pačiu laiku (Ich bin zur rechten Zeit geboren). Aus den Tagebüchern 1960–1997, Tyto alba, 2008, ISBN 978-9986-16-605-4

## Auszeichnungen
- 1966 – Sieger des jährlichen Poesiefestivals „Poezijos pavasaris“
- 1966 – Staatsprämie der Litauischen SSR
- 1967 – Republikprämie des Komsomol für das Buch „Keliaujantis kalnas“
- 1974 – Salomėja-Nėris-Preis der Kolchosen „Für das beste Gedicht des Jahres zum Thema ‚Dorf‘“
- 2005 – Kunstpreis der Litauischen Regierung
- 2005 – Orden für Verdienste um Litauen